# Conrad al IV-lea al Sfântului Imperiu Roman
Conrad al IV-lea (n. 25 aprilie 1228, Andria, Apulia, Italia – d. 21 mai 1254, Lavello, Basilicata, Italia), membru al dinastiei Hohenstaufen, a fost rege al Ierusalimului (din 1228 sub numele de Conrad al II-lea), rege al Sfântului Imperiu Roman din 1237 și al Siciliei din 1250 (sub numele Conrad I).

## Biografie

### Tinerețea
Conrad a fost singurul fiu al împăratului Frederic al II-lea și al celei de-a doua soții a sa, Isabella de Brienne, regina Ierusalimului. Isabella a murit câteva zile după nașterea lui Conrad, probabil de febră puerperale. Pe linie maternă, Conrad a moștenit dreptul de a ocupa tronul Ierusalimului, drept pe care tatăl său l-a folosit pentru a fi încoronat rege al Ierusalimului în 1229 în cea de-a șasea cruciadă. Pe linie paternă, Conrad era nepotul împăratului Henric al VI-lea și strănepotul împăratului Frederic I Barbarossa. Conrad a trăit în Italia până în 1235 când a călătorit pentru prima dată în imperiul Sfântul Imperiu Roman.
După ce Frederic al II-lea l-a destituit pe fiul său Henric (fratele vitreg al lui Conrad, mai mare cu 17 ani), a încercat să-l instituie pe Conrad ca succesor la tronul imperial. Planul a eșuat inițial deoarece la dieta de la Mainz în 1235 principii electori nu l-au ales rege romano-german pe Conrad care tocmai primise titlul de Duce de Suabia.
În februarie 1237 Conrad, în vârstă de opt ani, a fost ales rege în cele din urmă la dieta ținută la Viena. Documentul emis cu această ocazie, pe care papa nu l-a recunoscut, includea nu numai titlul de rege romano-german ci și formularea „viitor împărat romano-german”. Deoarece Conrad a fost ales rege, dar nu a fost încoronat, el purta titlul „in romanorum regem electus” (regele ales al romanilor).

### Rege în teritoriile germane
În timp ce Frederic al II-lea, după alegerea lui Conrad din 1237, a revenit la disputele sale cu papa și orașele italiene, Conrad l-a reprezentat pe tatăl său în teritoriile germane. El a fost susținut inițial de Siegfried al III-lea, arhiepiscopul de Mainz, de landgraful Henric Raspe al Turingiei și de regele Venceslau I al Boemiei. Gottfried de Hohenlohe a fost principalul consilier privat al tânărului rege, în calitate de tutore în timp ce tatăl lui se afla în sudul Italiei. După ce Henric Raspe a fost ales antirege, Conrad a fost trebuit să intervină mai activ în politica imperială și a solicitat principilor sprijin pentru tatăl său.

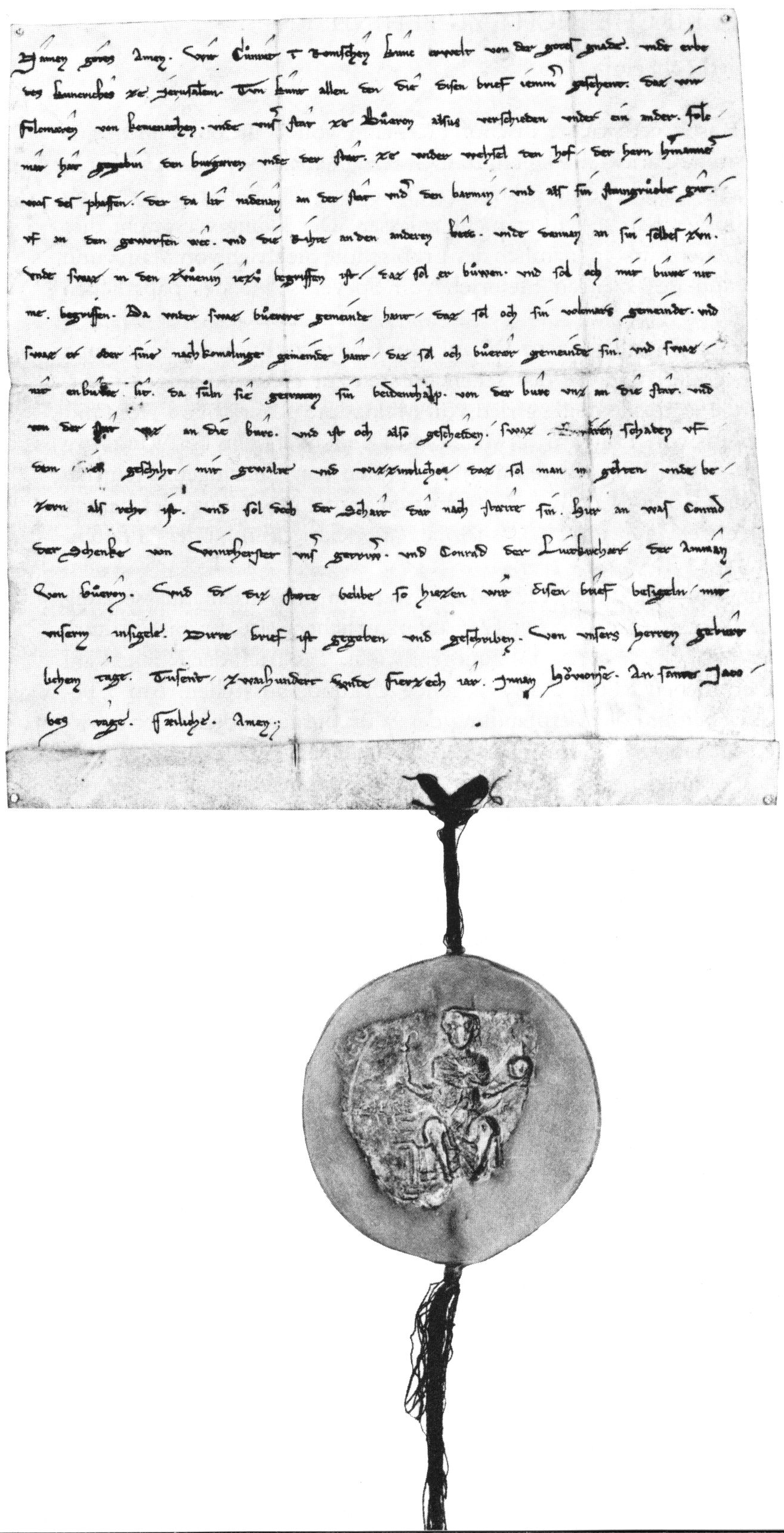
Documentul emis de Conrad al IV-lea la 25 iulie 1240 - cel mai vechi document regal în limba germană - prin care regele anunță înțelegerea dintre Volkmar al II-lea de Kemnat și orașul Kaufbeuren (München, Arhivele principale ale Bavariei)

Conrad s-a căsătorit pe 1 septembrie 1246 la Vohburg an der Donau cu prințesa Elisabeta de Bavaria, fiica ducelui Otto al II-lea cel Ilustru. Prin această căsătorie membrii familiei Wittelsbach au devenit cei mai importanți aliați germani ai familiei Staufer înainte ca dinastia să dispară. Conrad și Elisabeta au avut un fiu, Conrad, cunoscut sub numele de Conradin, născut în 1252.
Poziția lui Conrad în teritoriile germane ale imperiului a devenit din ce în ce mai problematică după excomunicarea reînnoită a tatălui său în 1239. Încă din 1241 arhiepiscopii de Köln și de Mainz s-au întors împotriva tânărului rege. După ce papa Inocențiu al IV-lea îl destituise pe Frederic al II-lea în 1245, Henric Raspe a fost ales antirege în 1246, iar după moartea acestuia în 1247 a fost ales antirege Willem al II-lea de Olanda. Trupele lui Conrad, nu tocmai numeroase, au fost învinse de trupele lui Henric Raspe pe 5 august 1246 lângă Frankfurt pe Main, după care Conrad s-a aflat mai ales în teritoriile sud-vestice unde avea susținători și a efectuat doar acțiuni militare limitate pe Rin în 1249 și 1250. La Crăciunul anului 1250 a fost ținta unei încercări de asasinat. Tatăl său, Frederic al II-lea, murise deja pe 13 decembrie 1250. Prin testament el îl numise pe Conrad al IV-lea moștenitor universal și îl desemnase succesor la tronul imperiului, al Siciliei și al Ierusalimului. Papa Inocențiu nu l-a recunoscut pe Conrad ca succesor și în aprilie 1251 l-a excomunicat.

### Campania militară din Italia și stăpânirea în Regatul Siciliei
În ciuda sau poate datorită situației dificile din teritoriile germane, Conrad a decis în 1251 să se îndrepte spre Italia pentru a prelua moștenirea Regatului Siciliei. Anterior în noaptea de 28 spre 29 decembrie 1250 la Mănăstirea Sf. Emmeram, Conrad scăpase teafăr din tentativa de asasinat pusă la cale de Conrad de Hohenfels și de alți slujitori ai episcopului Albert I de Pietengau. Nu numai importanta moștenire siciliană a fost motivul deciziei de a pleca în Italia, dar probabil și poziția sa mai puțin sigură în teritoriile germane ale imperiului și cu siguranță perspectiva de a câștiga controlul asupra Italiei imperiale. Conrad a lăsat-o pe soția sa Elisabeta, care aștepta un copil, în teritoriul german al imperiului și a plecat spre Italia în octombrie 1251. El dăduce ca gaj mai multe proprietăți pentru finanțarea campaniei în Italia. La începutul lui noiembrie 1251 Conrad se afla în regiunea Veronei. El era în contact cu susținătorii imperiali din Italia imperială. Doi dintre cei mai apropiați confidenti ai lui Conrad în Italia au fost margraful Berthold de Hohenburg și Walter din Ocra (care fusese deja în slujba lui Frederic al II-lea, tatălui lui Conrad).
Pe o rută ocolitoare, la începutul anului 1252, Conrad a ajuns în Regatul Siciliei, care cuprindea și sudul Italiei. Inițial Neapole și Capua au refuzat să i se supună, iar relația cu fratele său vitreg Manfred, care de la moartea lui Frederic al II-lea conducea regatul, s-a deteriorat. După moartea lui Frederic, au existat tulburări în anumite părți ale regatului, mai multe orașe încercând să se sustragă controlului puterii regale. Prin urmare Conrad a fost nevoit să ia măsuri militare împotriva revoltelor, iar pe 10 octombrie 1253 trupele sale au cucerit Neapole. Treptat Conrad a reușit să-și consolideze poziția în regat.
O nouă importantă sursă de informații despre guvernarea sa o constituie cele 130 de scrisori, mandate și certificate necunoscute anterior, aparținând lui Frederic al II-lea și lui Conrad al IV-lea găsite în Biblioteca Universității din Innsbruck în vara anului 2005. Pe această nouă bază se poate afirma că Conrad (ca și predecesorul său) s-a implicat și în treburile ecleziastice și economice din Regatul Siciliei. Administrația a continuat să funcționeze și a fost destul de eficientă. În 1252, la dieta de la Foggia, Conrad a emis legi de bază care urmau modelele cunoscute din perioada normanzilor și a stauferilor. Conform noilor surse, Conrad a încercat să ajungă la o reconciliere cu papa, dar nu a reușit. Pe 9 aprilie 1254 Conrad a fost din nou excomunicat.
Spre deosebire de cârmuirea lui Conrad din teritoriile germane, cea din Regatul Siciliei a fost necontestată. După începutul dificil se pare că el reușise să-și consolideze poziția. Prin urmare, în lumina noilor surse, guvernarea lui Conrad în Regatul Siciliei poate fi evaluată ca pozitivă spre deosebire de concluziile cercetărilor mai vechi.

### Moartea
Conrad a murit pe 21 mai 1254  la Lavello în tabăra armatei sale. Unele surse suspectează că otrava ar fi fost cauza morții sale, dar Conrad suferise anterior de febră (cauzată probabil de malarie). Alți câțiva însoțitori ai săi au murit, de asemenea, de febră. Trupul lui urma să fie înmormântat la Palermo, dar a dispărut într-un incendiu din Messina. Tutela fiului său încă minor, Conradin, pe care Conrad nu-l văzuse niciodată, a revenit confidentului său, Berthold de Hohenburg, care a devenit regent. Deși Conrad a fost umbrit în istorie de tatăl său pentru o lungă perioadă de timp și scurta lui domnie nu a lăsat urme semnificative, sursele istorice dovedesc că el a fost un conducător devotat, interesat de cultură, susținător al multor poeți (de ex. Conrad von Winterstetten).
Elisabeta, văduva lui Conrad, s-a căsătorit în 1259 cu contele de Gorizia-Tirol, Meinhard al II-lea, devenit duce de Carintia în 1286, mult timp după moartea ei. Manfred, fratele vitreg al lui Conrad, a murit în 1266. Conradin, fiul legitim al lui Conrad, a fost executat în 1268 după înfrângerea sa de către Carol de Anjou. Un alt fiu nelegitim, numit tot Conradin, a fost executat în 1269 după capitularea de la Lucera. Astfel s-a stins dinastia Stauferilor.
Odată cu moartea lui Conrad în 1254 a început perioada numită interregn, perioadă în care niciun conducător nu a reușit să-și impună puterea în Sfântul Imperiu Roman. Interregnul s-a încheiat odată cu alegerea lui Rudolf I de Habsburg ca rege romano-german în 1273.

## Căsătorie și descendenți
Conrad s-a căsătorit pe 1 septembrie 1246 la Vohburg an der Donau cu Elisabeta de Bavaria, fiica ducelui Otto al II-lea cel Ilustru. Cei doi au avut un copil:
- Conradin (n. 1252 – d. 1268), ultimul descendent legitim al Hohenstaufen, decapitat la Neapole în 1268.[7]

Conrad a avut și un fiu nelegitim, numele mamei fiind necunoscut:
- Conradin (n.c. 1252 – d. 1269) spânzurat împreună cu mama sa.[7]